# Арина (Белуно)
Арина (итал. Arina) је насеље у Италији у округу Белуно, региону Венето.
Према процени из 2011. у насељу је живело 211 становника. Насеље се налази на надморској висини од 687 м.